# Борисов, Александр Васильевич
Александр Васильевич Борисов (5(18) октября 1913 — 22 июля 1977) — советский партийный и государственный деятель, 1-й секретарь Свердловского сельского обкома КПСС (1963—1964), председатель Свердловского облисполкома (1964—1977).

## Биография
Родился 5(18) октября 1913 г. в селе Троицкое Княгининского уезда Нижегородской губернии в семье агронома.
В 1930 году окончил девятилетнюю школу в г. Красноуфимске Уральской области и поступил в институт, после окончания которого был направлен в Октябрьский район Челябинской области на должность главного агронома района.
Окончил плодоовощной факультет Горьковского сельскохозяйственного института (1936), агроном высшей квалификации. В декабре 1936 г. призван в РККА, был курсантом школы одногодичников в Забайкальском военном округе.
В феврале 1938 г. вернулся в Красноуфимск, работал старшим агрономом конторы «Сортсемовощ».
В мае 1941 г. призван на военные сборы, во время войны служил в авторемонтных подразделениях 19-й, 30-й и 10-й гвардейской армий, капитан интендантской службы.
В феврале 1946 демобилизован и вновь вернулся в Красноуфимск, где занял должность главного агронома района.
В апреле 1953 г. назначен главным агрономом Свердловской области и переехал в Свердловск.
С июня 1955 — начальник областного управления сельского хозяйства. С августа 1959 г. — заместитель, а с марта 1962 г. — 1-й заместитель председателя Свердловского облисполкома, курировал сельское хозяйство.
При разделении партийных и государственных органов на промышленные и сельские (декабрь 1962 г.) Борисову достался пост 1-го секретаря Свердловского сельского обкома КПСС, после же их объединения в декабре 1964 г. он стал председателем облисполкома. Руководил хозяйством области более 13 лет.
С июня 1977 г. — на пенсии.
Скончался 22 июля 1977 года, похоронен на Широкореченском кладбище Екатеринбурга.

## Участие в работе центральных органов власти
- депутат Верховного Совета СССР VII—IX созывов;
- депутат Верховного Совета РСФСР VI созыва;
- делегат XXIII—XXV съездов КПСС.

## Награды
- 2 ордена Ленина (март 1958, октябрь 1973)
- орден Красной Звезды (07.06.1945)[2]
- орден Октябрьской Революции (август 1971)
- 2 ордена Трудового Красного Знамени (17.10.1963 — «за заслуги перед Советским государством и в связи с пятидесятилетием со дня рождения», март 1966)
- орден «Знак Почёта» (февраль 1947)
- медали: «За боевые заслуги» (04.12.1943)[3], «За оборону Москвы» (октябрь 1944), «За победу над Германией в Великой Отечественной войне 1941—1945 гг.» (август 1945), «За освоение целинных земель» (1957), «Двадцать лет победы в Великой Отечественной войне 1941—1945 гг.» (май 1965), «За доблестный труд. В ознаменование 100-летия со дня рождения В. И. Ленина» (ноябрь 1969), «Тридцать лет победы в Великой Отечественной войне 1941—1945 гг.» (апрель 1975)